# Montagna pistoiese

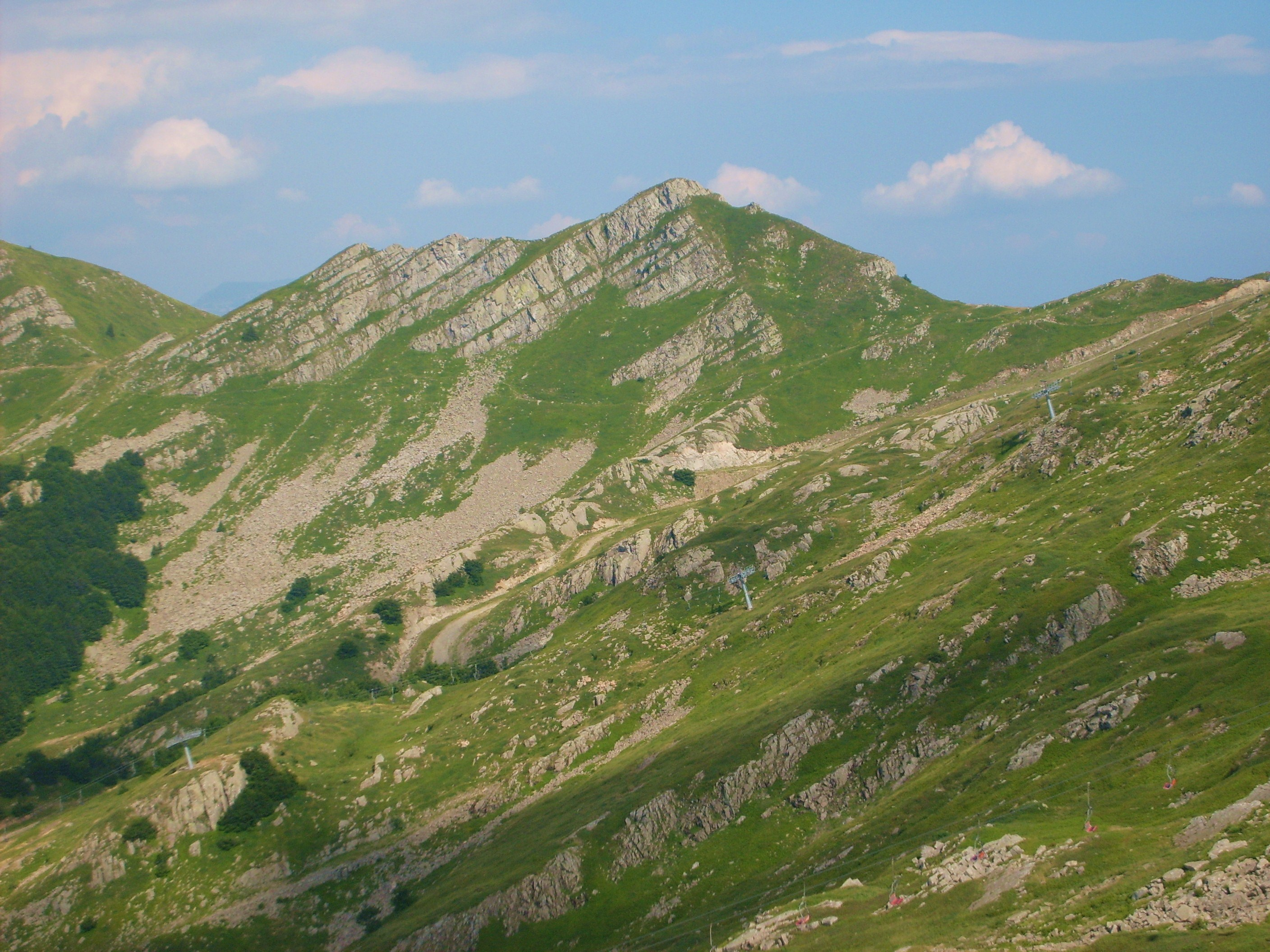
I Denti della Vecchia in Val di Luce.

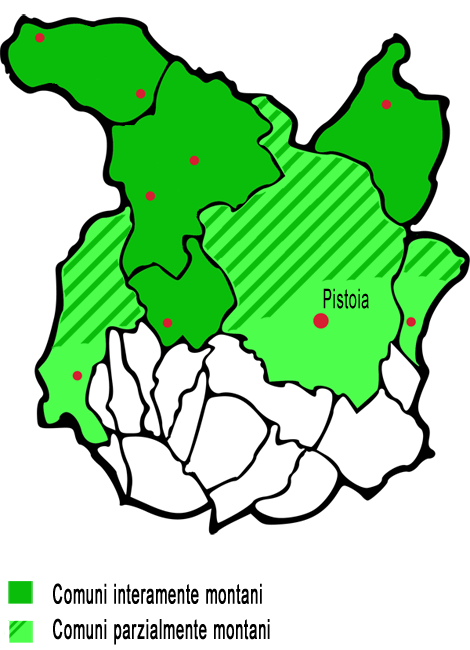
Estensione della Montagna pistoiese rispetto alla Provincia di Pistoia.

La Montagna  (o Appennino) pistoiese è una regione storico-geografica, della dorsale meridionale dell'Appennino tosco-emiliano, composta dai territori classificati come montani dei comuni di Abetone Cutigliano, San Marcello Piteglio, Sambuca Pistoiese e Marliana; mentre Pescia (con la Valleriana), Montale e Pistoia sono parzialmente montani. Questo territorio complessivamente si estende per 53.767 ettari, il 56% circa della superficie della provincia di Pistoia (96.489 ettari) e con un numero di 28.059 abitanti, l'11% circa dell'intera popolazione provinciale (264.622 ab.). Sono presenti tre stazioni ferroviarie nelle località di Pracchia, San Mommè e quella di Biagioni-Lagacci. La patrona è Santa Celestina, martire romana, la cui salma riposa sotto l'altar maggiore della propositura di San Marcello.

## Geografia

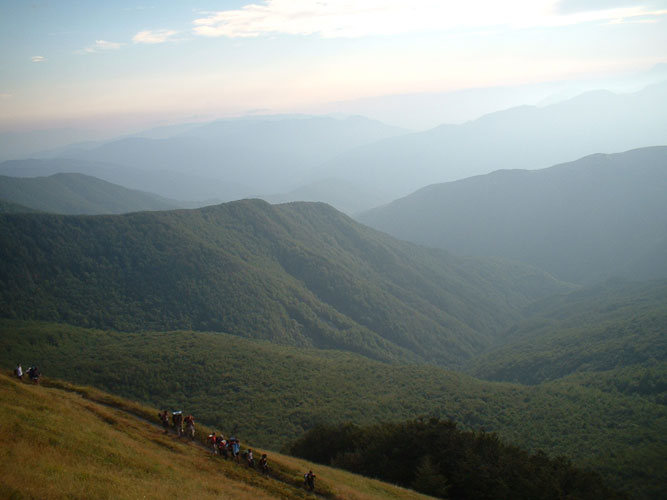
La Montagna Pistoiese, presso il Passo del Cancellino (1634 m s.l.m.)

La Montagna pistoiese occupa un'estesa area a nord e nord-ovest di Pistoia, sulla dorsale sud dell'Appennino tosco-emiliano fra la Media Valle del Serchio e la Calvana. Confina a Nord Ovest con la provincia di Modena (Frignano), a nord con la Città metropolitana di Bologna (Alto Reno, Appennino bolognese) e ad est con la Provincia di Prato. La vette più alte risultano essere il Corno alle scale (1.945 m s.l.m.) e l'Alpe Tre Potenze (1940 m s.l.m.) che segnano rispettivamente il confine tra le provincie di Pistoia e Bologna il primo, mentre con quelle di Pistoia, Modena e Lucca il secondo. La parte nord è segnata dal crinale dell'Appennino, oltre il quale c'è l'Emilia-Romagna con il Monte Cimone. A ridosso del crinale sono presenti il Lago Nero, il Lago Piatto, tutti di origine glaciale, ed il Lago Scaffaiolo.
La Montagna pistoiese è attraversata dal fiume Reno, dalla Lima, l'Orsigna ed il Sestaione, Limentra Orientale, Limentra Occidentale e dall'Ombrone Pistoiese. Il territorio presenta ampie zone forestali, cedue e di conifere, nonché selve di castagni domestici e sopra circa 1500 m s.l.m. pascoli e mirtillaie. L'area su cui si estende la Montagna pistoiese è a rischio sismico, al pari dell'intera dorsale appenninica. Il 17 novembre 1904 si verificò una scossa di terremoto con epicentro che interessò varie località, raggiungendo la magnitudo 5.18 della scala Richter ed il VII grado della scala Mercalli. Altri eventi sismici di una certa rilevanza, che hanno interessato la zona nel corso del tempo, hanno avuto invece il loro epicentro nel territorio comunale di Pistoia.
Al suo interno possiamo distinguere alcune aree storico-geografiche:
la Val di Lima (Abetone Cutigliano e S. Marcello Piteglio), l'Alto Reno (Sambuca P.se, S. Marcello Piteglio, Pistoia), la Valleriana-Valdinievole (S. Marcello Piteglio, Pescia, Marliana) e il Medio Valdarno (Pistoia, Montale)

### Clima

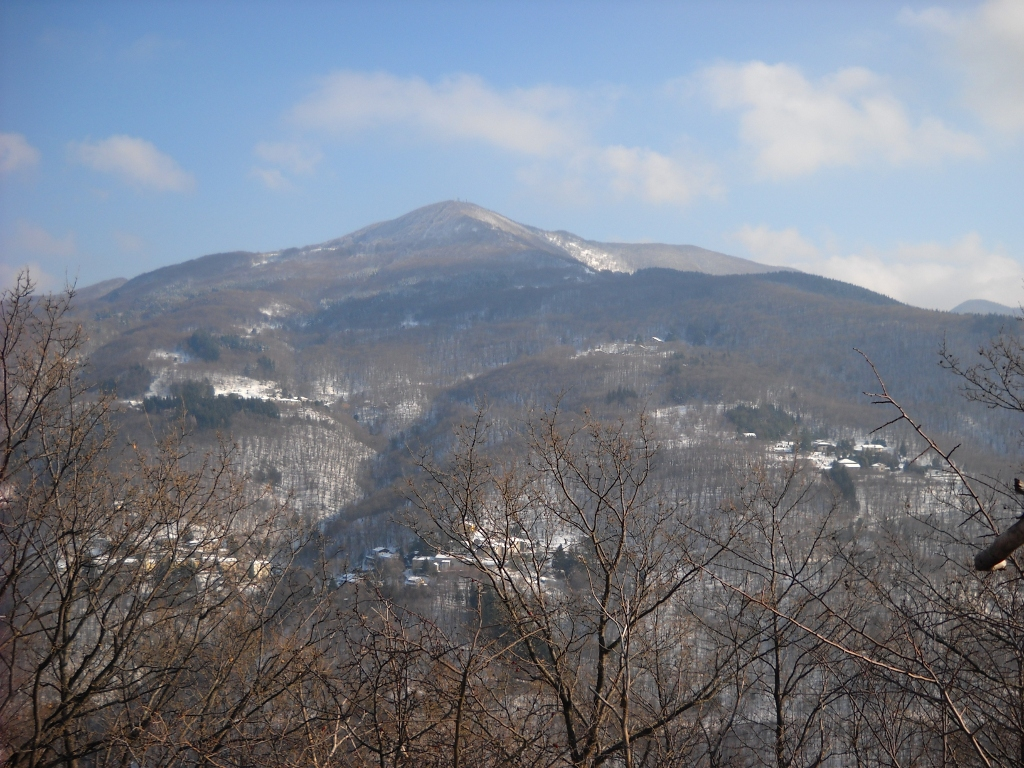
Il Monte Pidocchina con gli abitati di Frassignoni.

La montagna pistoiese è situata in una delle zone più fredde dell'Appennino settentrionale e probabilmente la più fredda della Toscana, quindi un clima continentale con marcati influssi montani.
L'inverno dura da novembre a marzo ed è freddo e nevoso a quote superiori ai 500-600 metri. La temperatura media nel mese più freddo è di circa 0°, mentre si porta intorno a -5 °C al Passo dell'Abetone (qui non sono rari i picchi al di sotto dei -15°/-20°). I mesi più freddi sono caratterizzate da frequenti gelate e minime abbondantemente sotto lo zero; talvolta la temperatura non sale oltre 0° per tutte le 24 ore. Al contrario, l'estate è abbastanza calda nelle ore diurne (massime anche intorno ai 30°), ma le notti sono piuttosto fresche (10-15°).
Le precipitazioni sono molto elevate, raggiungendo e superando localmente i 2000 mm annui; si mantengono comunque sempre al di sopra di 1300 mm e in inverno sono frequenti e abbondanti le nevicate che investono la montagna, generalmente tra la fine novembre e la metà di marzo, ma eccezionalmente anche tra la fine di ottobre ed aprile; la caduta media di neve annuale supera il metro intorno tra i 700 e gli 800 metri e si porta intorno ai 2 metri nei dintorni del valico dell'abetone.
Nell'area della montagna pistoiese sono ubicate le seguenti stazioni meteorologiche:
- Stazione meteorologica di Passo Porretta (ufficialmente riconosciuta dall'organizzazione meteorologica mondiale)
- Stazione meteorologica di Cutigliano
- Stazione meteorologica di Maresca
- Stazione meteorologica di Pracchia
- Stazione meteorologica di San Marcello Pistoiese

### Flora e fauna

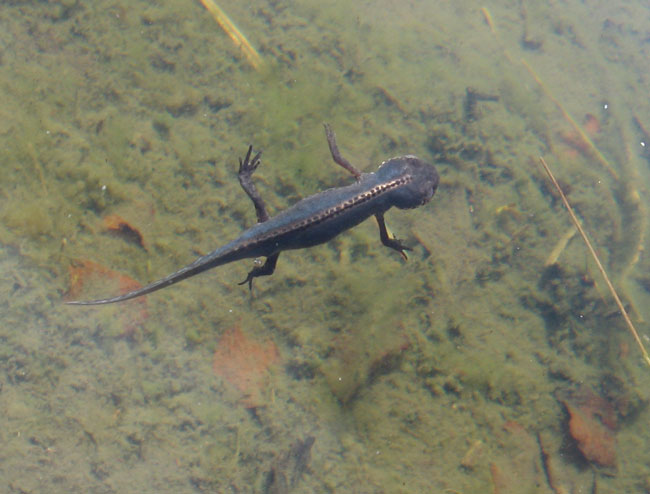
Un Tritone, in località Lago Nero

La zona presenta un paesaggio montano, caratterizzato da boschi a bassofusto ed estese foreste di altofusto (10.000 ettari), quali la F. del Teso, F. dell'Orsigna, F. dell'Abetone e la F. di Acquerino-Collina, prevalentemente di faggio e carpino, cerro, castagno, Acero, Pino nero d'Austria, abete bianco ed anche abete rosso. Queste foreste sono ricche di acque potabili e di prodotti del sottobosco, quali mirtilli e funghi porcini. Tali Foreste costituiscono la testimonianza "storica" delle antiche "Foreste di Boscolungo", già Possessioni reali del Granducali di Toscana e sono caratterizzate dall'elevata qualità ambientale e dall'imponenza raggiunta dalla crescita delle specie vegetali sopra citate.
La Montagna pistoiese complessivamente presenta una varietà di microambienti e di gradienti altitudinali, che indirettamente determinano microclimi favorevoli all'insediamento di molte specie vegetali, apportando un notevole contributo alla biodiversità della Toscana settentrionale..
La flora di questa zona ha richiamato più volte nella storia, l'attenzione di naturalisti e botanici. I primi studi sistematici su questo territorio risalgono ai secoli XVIII e XIX, in particolare nel 1773 dall'abate-botanico Fulgenzio Vitman, seguiti da quelli di Teodoro Caruel, (1860) e di Giuseppe Tigri (1868). La fauna sul territorio è piuttosto variegata e comprende diverse specie, tra cui il gheppio, la poiana, l'averla maggiore, il tordo bottaccio, la ghiandaia, e l'aquila reale fra gli uccelli; la marmotta, il capriolo, il daino, il cervo, la volpe, il cinghiale, la faina, la martora, la puzzola, la donnola numerosi pipistrelli e il lupo fra i mammiferi; il tritone fra gli anfibi, solo per citarne alcune.

## Storia

Costumi Montagna pistoiese. Inizi '900
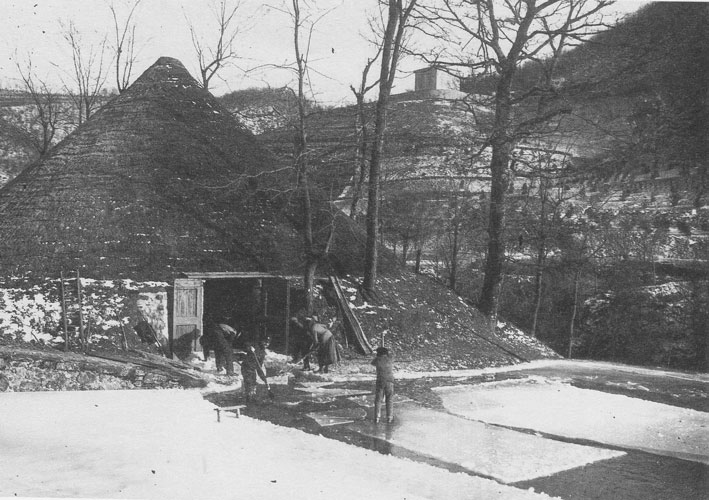
Lavorazione del ghiaccio
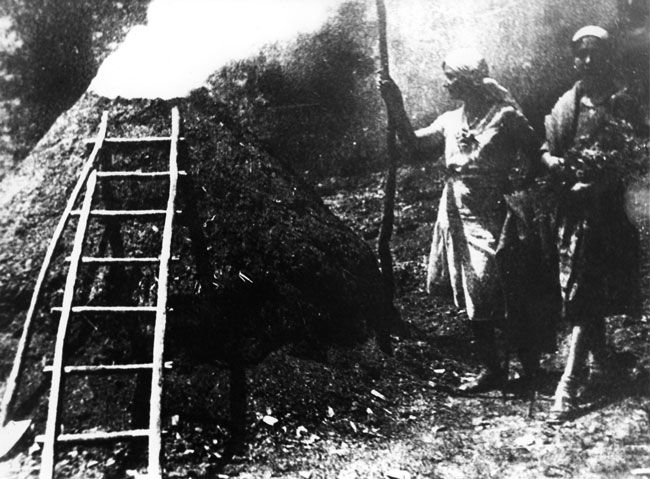
Carbonaia
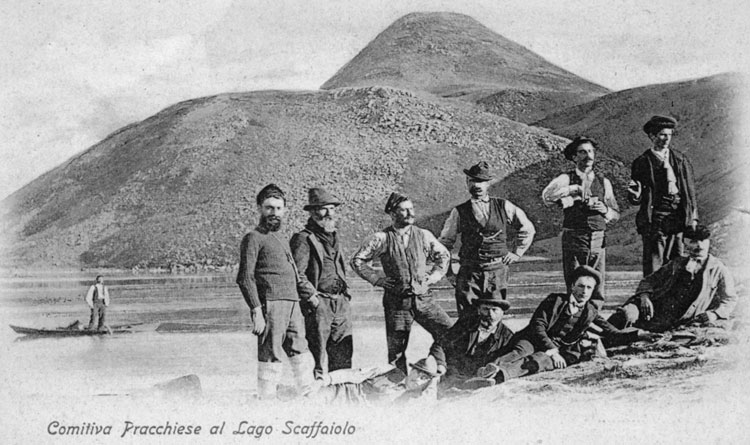
comitiva pracchiese al lago Scaffaiolo

Il passato della Montagna pistoiese è caratterizzato dalla forte integrazione col territorio dei suoi abitanti, che hanno trovato fonte di sostentamento per secoli, sfruttando il freddo per la produzione del ghiaccio nelle ghiacciaie, l'energia idraulica per la lavorazione del ferro nelle ferriere, il legname presente in abbondanza, per la produzione del carbone di legna nelle carbonaie, oltre allo sfruttamento dei prodotti del sottobosco, lavorazione della pietra, agricoltura, pascolo, allevamento ovino, bovino e suino.
Da sempre importante alimento di sussistenza, è stata la castagna, con la derivata farina di castagne, da qui l'appellativo di civiltà del castagno. Non era una vita spesso facile come documentano anche i canti della tradizione locale.
non possa così tanto spasimare

non pole avere ne spasimo ne dolore,

quante n'ha 'l carbonaro e tagliatore»
(Canto popolare, ripreso da Caterina Bueno)

### Terra di confine
La Montagna pistoiese è posta sulla dorsale meridionale dell'Appennino Tosco-Emiliano, quasi un confine naturale tra il nord e il centro della penisola italica. Prima dell'avvento dei romani, nell'area si registrò la presenza di Celti, come ad esempio i Boi, di Liguri e di Etruschi. Pur non avendo avuto insediamenti rilevanti di queste civiltà, fu certamente terra di scambi, di guerre e di non facile passaggio. Divenne provincia romana e dalla caduta dell'impero, passò in mano alla dominazione degli Ostrogoti e successivamente dei Longobardi. In seguito con la suddivisione dell'Italia, questo territorio entrò a far parte del Granducato di Toscana, trovandosi come terra di confine fra quest'ultimo, il Ducato di Modena, il Ducato di Lucca e lo Stato della Chiesa.
Durante la seconda guerra mondiale, la Montagna pistoiese fu un punto cruciale, come passante della Linea Gotica, del movimento di Resistenza italiana. Sulle sue montagne agivano diverse brigate partigiane, fra cui quelle di Manrico Ducceschi, capo della XI Zona Patrioti, e di Silvano Fedi, che era alla guida delle Squadre franche della partigianeria pistoiese.

### Le migrazioni

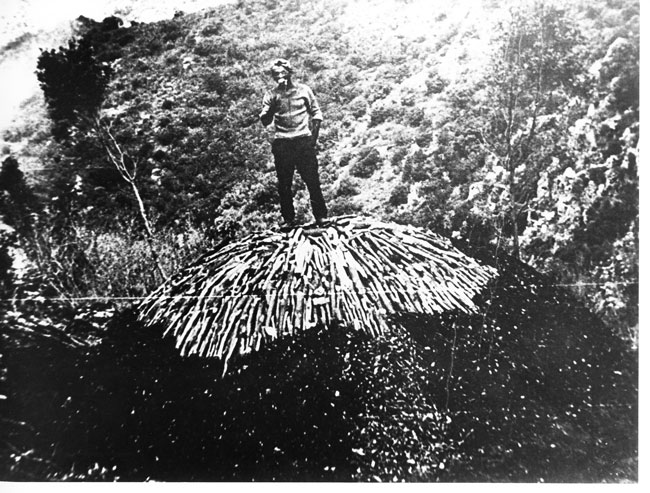
Il carbonaio di fronte al tumulo della carbonaia

Nel corso della sua storia la Montagna pistoiese ha visto da parte dei suoi abitanti notevoli flussi migratori stagionali e non. La manodopera da questi abitanti era richiesta, in quanto ottimi carbonai, boscaioli e scalpellini. Da ricordare le migrazioni stagionali dei carbonari pistoiesi, di cui le più importanti avvennero verso la Maremma, la Corsica e la Sardegna. Importante fu il fenomeno della transumanza sempre verso la Maremma. Vere e proprie migrazioni avvennero a cavallo fra l'Ottocento e il Novecento, principalmente verso il Canada, gli Stati Uniti, la Svizzera e la Germania.
Dalla fine della seconda guerra mondiale ad oggi si è assistito a un progressivo spopolamento dovuto al concentrarsi del lavoro nei centri urbani più grandi, come Pistoia, Prato e Firenze.

### La S.M.I.
Campo Tizzoro era la sede centrale della maggiore fabbrica della Montagna pistoiese. Questo paese fu costruito a partire dal 1910, per ospitare gli operai che vi lavoravano. La SMI (Società Metallurgica Italiana) fu fondata nel 1886. Nel 1899 il complesso industriale di Limestre, che ospitava le officine per la lavorazione del rame della Ferdinando Turri & C., venne acquistato dalla stessa S.M. I. (insieme a quello di Mammiano).
Questa fabbrica che arrivò a dare lavoro a 2000 persone, è stata di notevole importanza strategica nelle due guerre mondiali, poiché produceva munizioni. Fu anche una delle maggiori industrie italiane, per quanto riguarda il settore della lavorazione dei laminati in bronzo, ottone e alluminio. Nel 1932 presso questa fabbrica per la prima volta in Italia, fu realizzata la colata semicontinua.
Dopo la seconda guerra mondiale la S.M. I. ha continuato ad essere fino agli anni ottanta, il cuore dell'economia della Montagna pistoiese. In seguito, ha visto un progressivo declino, fino alla sua definitiva chiusura avvenuta nel 2006. Oggi gli impianti di Campo Tizzoro sono stati ristrutturati e messi in vendita per il rilancio dell'economia locale e quelli di Limestre adibiti ad ospitare la Dynamo Camp, un'imponente struttura, prima in Italia, appositamente creata, con il sostegno di Paul Newman nell'anno 2003, per bambini affetti da patologie gravi o croniche in terapia e nel periodo di post ospedalizzazione.

### Battaglie storiche
- Battaglia di Lancisa. Attorno al 216 a.C. quando era ancora in corso la Seconda guerra punica, lo stato romano dovette difendersi anche da altre minacce intestine causate da popolazioni galliche ancora presenti sul territorio; in particolare tale evento (avvenuto nell'abitato di Lancisa), frutto di una serie di scontri collegati, ebbe esito rovinoso per Roma tant'è che fu inserita nelle damnatio memoriae ufficiali.
- Battaglia di Pistoia. Nel gennaio del 62 a.C. Catilina ed un centinaio di suoi fedelissimi, furono intercettati dall'esercito romano nei pressi di Pistoria (ora Pistoia). Catilina morì nella battaglia e gran parte dei suoi furono gettati in un fiume. I pochi superstiti andarono a rifugiarsi nelle selve della montagna alta in quel luogo dove sarebbe sorto in epoca medioevale l'abitato di Catiliano. Lo scontro si svolse nei pressi dell'attuale abitato di Campo Tizzoro, alla confluenza del torrente Maresca nel fiume Reno.
- Battaglia di Gavinana. Dopo il consiglio di guerra che ebbe luogo a San Marcello nella attuale via Roma, a Gavinana si svolse il 3 agosto 1530 la famosa e strenua battaglia di Gavinana, che vide scontrarsi le truppe della Repubblica fiorentina, guidate da Francesco Ferrucci e quelle imperiali di Carlo V. Nello stesso luogo il condottiero fiorentino, ferito a morte, venne ucciso per mano di Fabrizio Maramaldo che voleva vendicarsi della sconfitta umiliante che da lui aveva subito nell'assedio di Volterra. Morendo, Ferrucci pronunciò la frase divenuta proverbiale[9]

(Francesco Ferrucci)

## Luoghi d'interesse
È in atto un lavoro di recupero e valorizzazione del patrimonio culturale e naturale da circa 20 anni, ad opera della varie amministrazioni locali. In particolare l'Ecomuseo della Montagna pistoiese e le foreste pistoiesi rappresentano il fulcro di questo patrimonio. Inoltre vi sono sparsi sul territorio vari siti di rilevanza storica.
- Gavinana. Il paese sicuramente d'origine medievale, in onore di Francesco Ferrucci che qui morì, ospita il Museo Ferrucciano e l'imponente statua a lui dedicata nel centro della piazza. Inoltre sono presenti Palazzo Achilli sede centrale dell'Ecomuseo della Montagna Pistoiese e il Museo Naturalistico Archeologico dell'Appennino Pistoiese.
- La Maceglia è un monumento ai partigiani (1424 m s.l.m.) Sergio Giovannetti e Franco Prioreschi, membri della Brigata Gino Bozzi qui caduti il 14 luglio 1944. Questo monumento è raggiunto ogni anno nella tradizionale fiaccolata del 25 aprile, attraverso un cammino di 30 minuti dalla località di Pratorsi.
- Orsigna, il buen ritiro di Tiziano Terzani ...

| « L'Orsigna l'ha trovata mio padre [...]. Si era iscritto a quella che si chiamava l'università popolare, che non era un'università, era un club per fare gite. La domenica con un autobus andavano di qua e di là e con una di quelle gite negli anni Venti lui, giovanissimo e operaio, arrivò per la prima volta in questa valle. [...] ero spesso malato, avevo “le ghiandoline” e la carne di cavallo non mi bastava più. «Questo ragazzo ha bisogno d'aria buona, d'aria pulita» disse il medico. » |
| (Tiziano Terzani, La fine è il mio inizio, Longanesi 2006, 367) |

Il legame con questi luoghi, e in particolare con la valle dell'Orsigna, lo accompagnò per tutta la vita.
- Castel di Mura, sul Monte Castello, nei pressi di Lancisa
- Riserva naturale Campolino, vicina all'Abetone nella valle del Sestaione
- Torri di Popiglio, resti di un antico complesso castrense
- Sambuca Castello, il luogo legato alla figura di Selvaggia dei Vergiolesi

Molti altri borghi medievali, come Cutigliano, San Marcello, Sambuca, Serra Pistoiese, Piteglio e Popiglio, o amene località in cui stare a contatto con le bellezze naturali, come l'Abetone, Pian degli Ontani, Pian di Novello, Maresca, Bardalone, Pontepetri, Lizzano Pistoiese, Spignana e Pàvana.

### Ecomuseo della Montagna Pistoiese

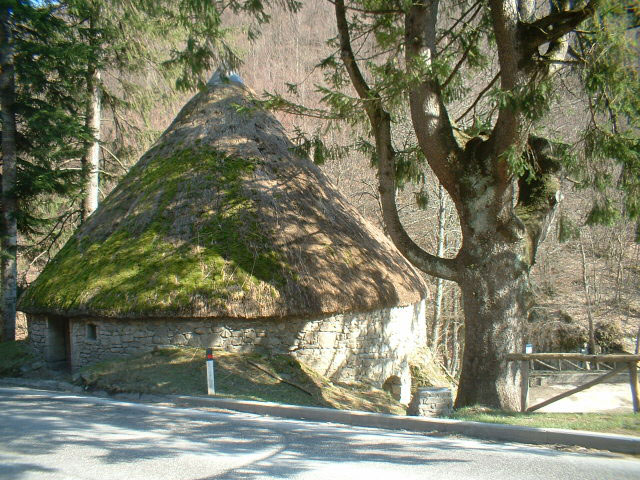
La Ghiacciaia della Madonnina (Le Piastre), fa parte dell'Ecomuseo della Montagna Pistoiese

L'Ecomuseo della Montagna Pistoiese nasce nel 1990 col preciso intento di coordinare la gestione dei principali patrimoni culturali del territorio. Esso ha come sede centrale lo storico Palazzo Achilli di Gavinana ed è integrato nei comuni di Abetone Cutigliano, Pistoia, Sambuca Pistoiese, Marliana e San Marcello Piteglio.
Questo ecomuseo risulta essere il primo esperimento di un sistema museale territoriale, preso ad esempio per le sue idee innovative da molte altre realtà italiane.
L'Ecomuseo è composto da "sei itinerari" (ghiaccio, ferro, arte sacra, vita quotidiana, natura e pietra). Ospita al suo interno la Ghiacciaia della Madonnina a Le Piastre, la Via della Castagna e la Via del Carbone ad Orsigna, l'Orto Botanico Forestale dell'Abetone, l'Insediamento Altomedievale nella Riserva Biogenetica dell'Acquerino e musei tra cui la Ferriera Papini a Maresca, il Museo del Ferro a Pontepetri, il Museo Diocesano d'Arte Sacra a Popiglio, il Museo della Gente dell'Appennino Pistoiese a Rivoreta e il Museo Naturalistico Archeologico dell'Appennino Pistoiese a Gavinana.

### Foreste pistoiesi

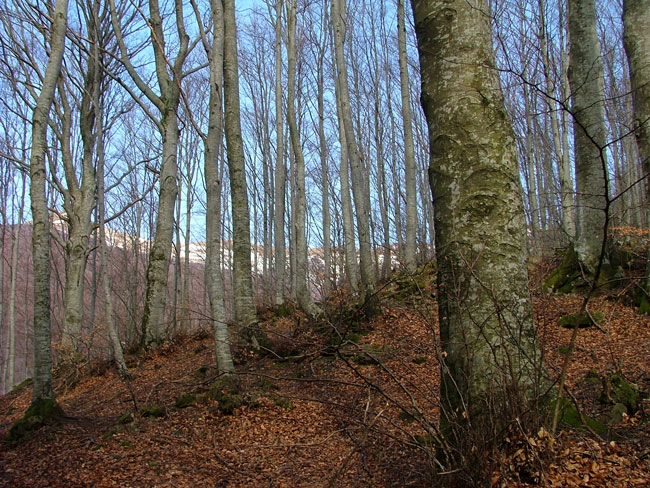
Scorcio invernale tra i faggi della Foresta Pistoiese, nei pressi di Pratorsi, sopra il borgo di Gavinana.

Una delibera della Regione Toscana del 2001, accorpa la Foresta dell'Abetone, la Foresta del Teso, più i complessi Melo-Lizzano-Spignana e ed Acquerino-Collina, in un unico complesso denominato Foreste Pistoiesi.
Le Foreste pistoiesi hanno un'estensione di circa 10.000 ettari e sono situate nella fascia montana sottostante la dorsale appenninica che va dai 900 ai 1700 m s.l.m. circa. Queste sono particolarmente interessanti per le varietà di flora e di fauna, che accomuna i tratti tipici appenninici con qualche tratto alpino. Recente è il ritorno del Lupo europeo, ormai quasi estinto in questi territori, che sembra aver ritrovato la sua nicchia ecologica, grazie anche alla notevole quantità di ungulati ed il minor accanimento da parte dei bracconieri.
Queste foreste sono gran parte del patrimonio della Montagna pistoiese, sia perché in gran parte occupata da esse, sia perché da sempre fonte di sostentamento per le popolazioni locali.
Le foreste pistoiesi sono attraversate da sentieri segnati GEA e CAI e ospitano il rifugio alpino del Montanaro e di Porta Franca. Inoltre è molto frequente attraversandole, trovare i resti delle carbonaie, nelle varie piazze da carbone, che sono disseminate nei boschi di tutto il territorio, collegate da una fitta rete di sentieri (stradelli) non segnati, evidente testimonianza dello sfruttamento in passato del legname di queste foreste.

### Il Ponte sospeso
Il Ponte sospeso è situato nei pressi del paese di Mammiano Basso, nel comune di San Marcello Piteglio, come attraversamento pedonale del Torrente Lima.
Questo ponte è un'applicazione ingegneristica di notevole valore: con i suoi 227 metri di lunghezza è uno dei ponti sospesi pedonali più lunghi del mondo. Costruito con cavi di acciaio ancorati a basi di calcestruzzo e da una passerella anch'essa in acciaio, raggiunge un'altezza massima è di 36 metri. Fu costruito, inizialmente in legno nel 1922. Esso serviva come scorciatoia, da una vallata all'altra, per permettere il passaggio degli operai che da Popiglio si dovevano recare a lavorare nelle fabbriche S.M. I. situate sul versante opposto.
Dalla sua costruzione ad oggi si stima sia stato attraversato da circa due milioni di persone

### Osservatorio astronomico di Pian dei Termini

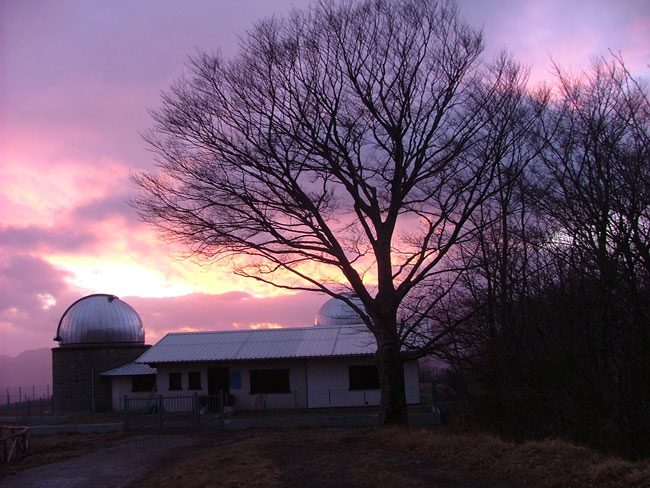
Osservatorio astronomico di Pian dei Termini

L'Osservatorio astronomico di Pian dei Termini è situato a 950 m s.l.m. a 5 km dal paese di Gavinana. Questo osservatorio è gestito dal Gruppo astrofili Montagna pistoiese. Esso è dotato di due cupole di osservazione con due telescopi newtoniani, rispettivamente di 40 e 60 cm di diametro. L'osservatorio è utilizzato a fini di ricerca e studio dalle università toscane.
Grazie alla quasi totale assenza di inquinamento luminoso questo osservatorio si presta molto bene all'osservazione del cielo stellato.
All'interno della struttura è presente anche un laboratorio multimediale a fini didattici.

## I canti della Montagna pistoiese
(Niccolò Tommaseo, 1841)
Si distingue il canto tradizionale vero e proprio, che solitamente è tramandato oralmente, talvolta improvvisato, ma comunque tipico e appartenente ad un determinato contesto storico, politico e sociale, dalla raccolta dei canti stessi e la successiva reinterpretazione, al di fuori di quel contesto specifico. La Montagna pistoiese ha un'antica tradizione di canti. Il primo a raccoglierli fu Niccolò Tommaseo (1832), dalla sola persona di Beatrice Bugelli. Giuseppe Tigri, raccolse e pubblicò nel 1856, 1860 e 1869, canti di questo territorio. Filippo Rossi-Cassiglioli, medico pistoiese, raccolse e pubblicò 26 libretti di maggi. Francesca Alexander pubblicò due volumi di canti nel 1885 e nel 1887, raccolti nella zona dell'Abetone. Il primo ad utilizzare un metodo d'indagine sistematico, per rigore filologico e documentario, fu Michele Barbi, di Taviano (Sambuca Pistoiese). Il lavoro del Barbi, complessivamente inedito è depositato presso la Scuola Normale Superiore di Pisa. Ricerche su questo territorio furono compiute negli anni settanta anche da Caterina Bueno.

Complessivamente questi ricercatori esaltano la purezza, semplicità ed estetica di questa poesia.
Il lavoro di ricerca più importante, svolto su questa tradizione, è la raccolta sistematica di tali canti, con i metodi della ricerca etnomusicologica ed antropologica, fatta nei primi anni settanta da Sergio Gargini, sociologo. Il lavoro di Gargini ha un valore inestimabile, in quanto si tratta del recupero di materiale tramandato in forma orale, che rischiava di andare perduto. Secondariamente questo lavoro ha dato inizio alla riscoperta, valorizzazione ed alla loro diffusione. In particolare, questi canti sono sonetti, stornelli e ottave rime

### Riscoperta, valorizzazione e la diffusione dei canti
Nel 1980 fu ripristinato il Cantar Maggio, come uso e costume sulla Montagna pistoiese e autori come Maurizio Geri e Riccardo Tesi, hanno lavorato su questi canti della tradizione.
Dal lavoro di Gargini in poi infatti, i Canti del Maggio si fanno nel tempo i più rappresentativi della Montagna pistoiese, in quanto più cantati: essi rappresentano un'allegoria della vita e della rinascita, che va oltre la stretta annunciazione della primavera.
Nel 2003, prende vita il Festival del Maggio Itinerante, un festival che parafrasando il calendimaggio, in tutto il mese di Maggio porta gli stessi Canti del Maggio e gli altri canti della tradizione, davanti alle case e per le vie di molti paesi.
Sulla scia di questa tradizione nascono anche due festival musicali. Il primo, Sentieri acustici, diretto da Riccardo Tesi, prende come palcoscenico la world music, quindi un contesto internazionale, il secondo, il Montagna Folk Festival (svoltosi dal 2003 al 2007) diretto da Maurizio Geri, sceglie il panorama della musica popolare e sue contaminazioni, della penisola italiana.

### Cartografia
- Carta sentieri e rifugi 1:25.000 n. 15/18, MULTIGRAPHIC/FI

### Discografia
- 2003 - Acqua foco e vento Riccardo Tesi e Maurizio Geri—il manifesto
- 2007 - ...in carrozza! del Collettivo Folcloristico Montano
- 2012 - L'Ultima Thule, Francesco Guccini

### Filmografia
- Tele-visioni di Roberto Russo (Zerobudgetfilme)
- La fine è il mio inizio di Jo Baier (Collina Filmproduktion, B.A. Production in collaborazione con Beta Film e Rai Cinema)
- Anam il senza nome-L'ultima intervista a Tiziano Terzani di Mario Zanot 2004 RTI/Storyteller
- La mia Thule di Raffaella Zuccari, Nene Grignaffini, Francesco Coversano 2013 (Movie Movie, Limentra, EMI italiana distribuzione)